# Montes Bakhuis

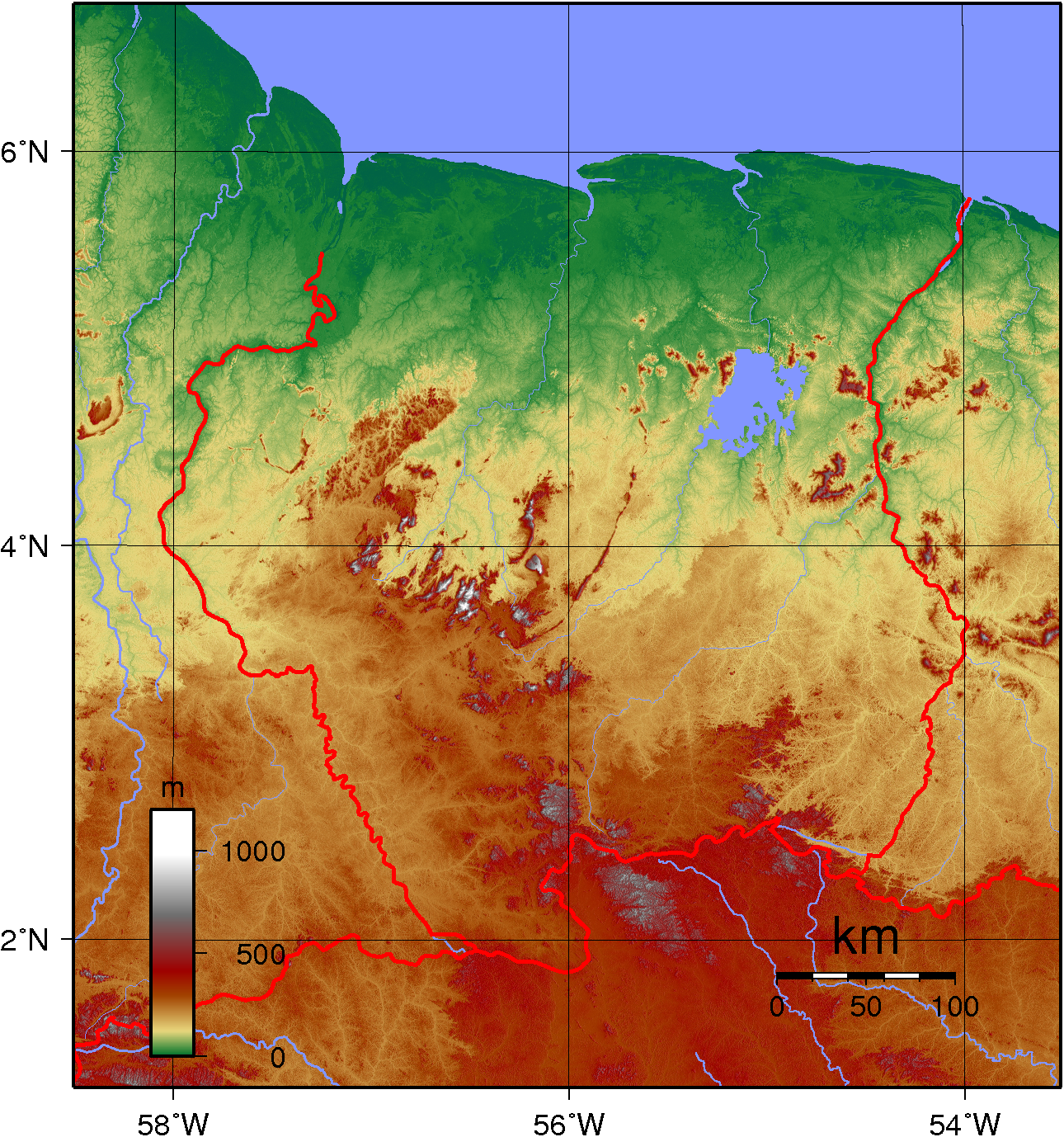
Mapa topográfico de Surinam

Los montes Bakhuis (en neerlandés: Bakhuisgebergte) son una cadena montañosa en la zona central de Surinam, que se extiende por 110 km. Esta cadena forma parte de la sección norte de las montañas Wilhelmina, y fue designada en honor al explorador neerlandés y oficial del Royal Dutch East Indies Army  Louis August Bakhuis.
Los montes Bakhuis poseen ricos depósitos de bauxita, como también de níquel y cobre. En 1974, se descubrió allí un nuevo mineral que fue denominado surinamita ((Mg, Fe2+)3Al4BeSi3O16). El Plan del Oeste de Surinam pone especial énfasis en las actividades de extracción de bauxita en las montañas Bakhuis. 